# Rio Hasăuş
O Rio Hasăuş é um rio da Romênia, afluente do Patacu, localizado no distrito de Buzău.